# Аленкур (Арденны)
Аленку́р (фр. Alincourt) — коммуна во Франции, находится в регионе Шампань — Арденны. Департамент коммуны — Арденны. Входит в состав кантона Жюнивиль. Округ коммуны — Ретель.
Код INSEE коммуны — 08005.
Коммуна расположена приблизительно в 160 км к северо-востоку от Парижа, в 50 км севернее Шалон-ан-Шампани, в 50 км к юго-западу от Шарлевиль-Мезьера.

## Население
Население коммуны на 2008 год составляло 126 человек.
| 1962 | 1968 | 1975 | 1982 | 1990 | 1999 | 2008 |
| ---- | ---- | ---- | ---- | ---- | ---- | ---- |
| 56   | 85   | 79   | 86   | 91   | 78   | 126  |

## Администрация
| Период | Период | Фамилия          | Партия | Должность |
| ------ | ------ | ---------------- | ------ | --------- |
| 2001   | 2008   | Клод Олет        |        |           |
| 2008   |        | Жоэль де Карлини |        |           |

## Экономика
В 2007 году среди 61 человека в трудоспособном возрасте (15—64 лет) 51 были экономически активными, 10 — неактивными (показатель активности — 83,6 %, в 1999 году было 58,5 %). Из 51 активных работали 45 человек (27 мужчин и 18 женщин), безработных было 6 (3 мужчин и 3 женщины). Среди 10 неактивных 2 человека были учениками или студентами, 2 — пенсионерами, 6 были неактивными по другим причинам.

## Достопримечательности
- Церковь Сент-Илер
- Замок Аленкур

## Фотогалерея
- Церковь Сент-Илер
- Карта коммуны